# Erinnerung (Anderson)
Erinnerung (englisch Memory, ursprünglicher Titel A World Called Maanerek, d. h. Eine Welt, genannt Maanerek) ist eine Erzählung von Poul Anderson aus dem Jahre 1957.

## Handlung
In einer fernen Zukunft haben sich die Menschen über eine große Zahl von Planeten verteilt und durch die Weite des Alls vielfach den Kontakt mit der Zivilisation der Erde verloren. An diese erhält sich z. B. auf einem weitabgelegenen Ringplaneten nur eine verschwommene Erinnerung. Die komplexeren technischen Errungenschaften gehen in der dortigen Welt, die sich Maanerek nennt, verloren. Es erhalten sich aber gewisse einfachere technische Mittel wie Segelflieger und Pfeil und Bogen.
Der Held Torrek ist zum Zwecke neurologischer Forschungen auf eine mehrjährige Mission zu den Leuten von Maanerek gesandt worden. Man hat sein Vorleben in der „zivilisierten“ Menschheit aus seinem Gehirn gelöscht und beobachtet jetzt, wie er sich seiner neuen Umgebung anpasst. Er ist von den Naturmenschen als ein begabter Fremdling aufgenommen worden.
Eines Tages springt er aus einem Segelflieger auf einen urtümlichen Riesenvogel mit neun Metern Flügelspannweite hinunter, um ihn zu töten und mit ihm im Meer zu landen. Dadurch erringt er sich die Anerkennung der Leute von Maanerek und wird er würdig, Sonna, ein Mädchen aus ihrem Volk, zu heiraten.
Menschen, die technisch mehr beherrschen als diejenigen des 20. und 21. Jahrhunderts, entführen Torrek und Sonna mit einem ihrer Raumschiffe. Dabei bedienen sie sich einer Art von Fesseln, die man nicht sehen kann und die nur durch die Kräfte spürbar sind, die sie im Raum geltend machen.
Die Entführer gehören der militärischen Einheit an, der auch Torrek ursprünglich entstammt. Im Raumschiff löscht man jetzt wieder das neue Bewusstsein aus seinem Gehirn, das sich in der harten und feindseligen Umgebung des Ringplaneten allmählich in ihm gebildet hat.
Der Soldat fühlt sich plötzlich wieder als Korul Wanen und beginnt ohne Übergang, mit seinen Kameraden Konversation zu machen und mit ihnen in ihrer chauvinistischen Art über die vermeintliche Primitivität der Leute von Maanerek zu lästern. Er wirft seinen Vorgesetzten sogar vor, dass sie ihn auf die Mission geschickt haben, weil er dabei hätte sterben können.
Man führt ihn zu Sonna, um ihr die neuen Verhältnisse zu vergegenwärtigen. Man hofft von ihr Informationen zu erhalten, durch die es einem leichter fallen wird, ihre Freunde auf dem Ringplaneten auszurotten, denn man will diesen wegen seiner strategischen Bedeutung zu einem sicheren und ruhigen Stützpunkt ausbauen. Wanen fühlt sich aber weiter zu Sonna gezogen. Um ihn wieder linientreu zu machen, verlangt man von ihm, sie zu vergewaltigen und zu töten.
Wanen findet Verbündete und befreit Sonna im Kampf. Er besetzt ein Raumschiff und flieht aus dem Machtbereich seiner einstigen Befehlshaber, die hinter ihm in einem Feuerball aufgehen.

## Ausgaben
Memory ist zuerst in dem Science-Fiction-Magazin Galaxy erschienen. Die Erzählung erschien 1969 zusammen mit sechs weiteren kürzeren Science-Fiction-Geschichten von Anderson in der Sammlung Beyond the Beyond. Diese Sammlung ist 1970 auf Deutsch unter dem Titel Jenseits der Unendlichkeit herausgekommen.